# Grub (Gemeinde Weistrach)
Grub ist ein Ort und eine Katastralgemeinde der Gemeinde Weistrach im Bezirk Amstetten in Niederösterreich.

## Geografie
Die Streusiedlung befindet sich im Süden des Gemeindegebietes an der Landesstraße L6259. Zur Ortschaft gehören auch die Lagen Bletl, Großziervogl, Hochstraß, Huber, Kleinziervogl, Magerer, Ofner, Pöll, Schweinschwaller und Zauchasteg.

## Siedlungsentwicklung
Zum Jahreswechsel 1979/1980 befanden sich in der Katastralgemeinde Grub insgesamt 100 Bauflächen mit 43.056 m² und 82 Gärten auf 261.204 m², 1989/1990 waren es 101 Bauflächen. 1999/2000 war die Zahl der Bauflächen auf 159 angewachsen und 2009/2010 waren es 102 Gebäude auf 159 Bauflächen.

## Geschichte
Laut Adressbuch von Österreich waren im Jahr 1938 in Grub ein Müller und mehrere Landwirte ansässig.

## Landwirtschaft
Die Katastralgemeinde ist landwirtschaftlich geprägt. 587 Hektar wurden zum Jahreswechsel 1979/1980 landwirtschaftlich genutzt und 140 Hektar waren forstwirtschaftlich geführte Waldflächen. 1999/2000 wurde auf 579 Hektar Landwirtschaft betrieben und 162 Hektar waren als forstwirtschaftlich genutzte Flächen ausgewiesen. Ende 2018 waren 558 Hektar als landwirtschaftliche Flächen genutzt und Forstwirtschaft wurde auf 168 Hektar betrieben. Die durchschnittliche Bodenklimazahl von Grub beträgt 33,6 (Stand 2010).